# 流峰镇
流峰镇为湖南省桂阳县辖镇。2012年4月，板桥乡、樟木乡成建制并入。新设流峰镇辖39个行政村、3个社区，总面积171.81平方公里，总人口6.89万人，镇政府驻流渡桥（原流峰镇驻地）。 

## 行政区域
新的流峰镇2012年4月成立时下辖39个行政村、3个社区。
- 2012年4月合并前的流峰镇下辖流市社区、西安村、东水村、水落亭村、杞木村、松市村、沧海村、三洞村、双染村、南塘村、三阳村、富社村、泥汾村共计12行政村和1社区。
- 撤销的樟木乡2011年末下辖樟木村、上龙村、西湖村、龙桥村、五爱村、板溪村、璜溪村、枫溪村、塘源村、寨脚村、关冲村、大禾村、禾苍村、莲合村共计14行政村。
- 撤销板桥乡2011年末下辖现田村、步云村、金塘村、泉溪村、谢家村、敖背村、麻布村、坛边村、枧溪村、东庄村、泮塘村、回龙村、板桥村共计13行政村。